# Teičaveen
Het Teičaveen (Lets: Teiču purvs, vernoemd naar het riviertje de Teiča) is een veengebied in het Oostelijke Laagland van Letland. Met een oppervlakte van 195,87 km², waarvan 193,99 km² hoogveen en 1,88 km² laagveen, is het het grootste veengebied in Letland. Het grootste deel van het veen maakt deel uit van het Natuurreservaat Teiča. 
Het veen ontstond zo'n 9000 jaar geleden in een ondiep en breed glaciaal bekken.
De veenlaag is gemiddeld 4,1 m dik, met een grootste dikte van 9,5 m.
De totale hoeveelheid turf beslaat 723.500.000 kuub, waarvan 86.100.000 kuub geschikt zijn voor industriële toepassing.
In het Teičaveen liggen 19 meren, waarvan er 18 groter zijn dan 2 ha en welke gezamenlijk een oppervlakte van 394 ha beslaan. De grootste zijn Kurtavas ezers (74 ha), Pielaista ezers (54,7 ha), Mindaukas ezers (36 ha) en Liepasalas ezers (35,4 ha).
In het Teičaveen zijn meer dan 900 planten, 300 vlinders, 40 zoogdieren, 190 broedvogels en nog vele andere soorten vastgesteld.
In 1989 werd het veen opgenomen in de lijst van belangrijke vogelgebieden van Europa, en in 1971 in de lijst van draslanden van internationale betekenis. In 195 werd het Teičaveen opgenomen in de lijst van Ramsar-gebieden.